# Ixora elegans
Ixora elegans är en måreväxtart som beskrevs av John Wynn Gillespie. Ixora elegans ingår i släktet Ixora och familjen måreväxter. Inga underarter finns listade i Catalogue of Life.